# Трубецкой, Николай Иустинович
Никола́й Иусти́нович Трубецко́й (7 апреля 1890 — 23 февраля 1942) — советский военачальник, генерал-лейтенант технических войск (1940), профессор Академии Генштаба.

## Биография
Из дворянского (но не княжеского) рода Трубецких. Отец — Трубецкой Иустин Григорьевич, был лишён дворянства и сослан в Тюмень.
В 1915 году окончил железнодорожные курсы. Участник Первой мировой войны в звании рядового. 
В 1918 году Н. И. Трубецкой вступил в Красную Армию, с 1919 года — член РКП(б). С августа 1918 года Н. И. Трубецкой участвует в Гражданской войне красноармейцем в составе 1-го Уральского коммунистического железнодорожного батальона, особого технического железнодорожного отряда 3-й армии, затем помощником начальника и начальником военных сообщений ряда фронтов. Воевал на Восточном, Южном и Кавказском фронтах.
После войны, в марте 1921 года Н. И. Трубецкой назначен начальником военно-диспетчерской части Центрального управления военных сообщений (ЦУПВОСО), с мая 1921 года — помощник начальника отдела ЦУПВОСО, с ноября 1921 года начальник 3-го отдела ЦУПВОСО. В 1924 году Н. И. Трубецкой закончил Военно-академические курсы высшего комсостава, в августе 1924 года назначен начальником 4-го отдела ЦУПВОСО, с декабря 1925 года — начальник 3-го отдела Управления ВОСО Штаба РККА, с апреля 1926 года — представитель Наркомвоенмора в Центральном комитете по перевозкам Совета труда и обороны (СТО) на Москово-Казанской железной дороге, с 1927 года — член Особого совещания Центрального комитета по перевозкам. В 1928 году окончил КУВНАС при Военной академии им. М. В. Фрунзе, с 1929 года — помощник начальника 3-го отдела штаба МВО, с марта 1930 года — командир батальона 8-го железнодорожного полка, в 1932 году окончил Военную академию им. М. В. Фрунзе, в марте 1932 года был назначен начальником штаба Особого корпуса железнодорожных войск. С сентября 1939 года по июль 1941 года — начальник Управления Военных сообщений Генерального штаба РККА. Одновременно с 11 апреля 1936 года — помощник начальника, затем начальник кафедры ВОСО Академии Генерального штаба РККА.
В 1937 году исключён из ВКП(б) за «непролетарское происхождение» и «тесную связь с врагами народа». Однако в следующем году, когда размах массовых репрессий в РККА стал ослабевать, его восстановили в партии. В декабре 1938 году Н. И. Трубецкому были присвоены права лица, окончившего Академию Генерального штаба РККА (фактически же в ней не обучался, упоминание в ряде источников об окончании Трубецким этой академии является ошибочным).
В начале войны Н. И. Трубецкой на тех же должностях. З. И. Кондратьев вспоминал: 

Не заходя в свой кабинет, я направился к генералу Трубецкому. У него уже собрался почти весь командный состав. Начальник ВОСО говорил о порядке приведения в действие мобилизационных планов перевозок и воинских графиков… Из штаба никто не уходил. В кабинетах появились походные кровати. Но спать некогда. Офицеры не отходили от огромных столов, на которых расстелены планы перевозок. Выгрузочные районы непрерывно «отступали». На многих магистралях образовывались пробки. Воинские эшелоны попадали под бомбежки. Некоторые управления прифронтовых военных округов отказывались от «услуг» железнодорожников. Целые дивизии и корпуса шли навстречу врагу походным порядком.— Кондратьев З. И. Дороги войны
6 июля 1941 года заместитель начальника 3-го Управления НКО СССР Ф. Я. Тутушкин направил В. М. Молотову донесение о недостатках в организации железнодорожных перевозок. В донесении говорилось о систематических срывах в перевозке войск и военных грузов на фронт, о потере Управлением ВОСО вагонов и даже целых эшелонов военных грузов, сообщалось о плохом руководстве перевозками начальником Управления ВОСО Н. И. Трубецким.
8 июля 1941 года генерал Трубецкой Н. И. был снят с должности, на его место назначен И. В. Ковалёв. Однако, по мнению последнего, на Трубецкого свалили вину за непродуманные действия Л. М. Кагановича и Г. И. Кулика, парализовавшие поставки военных грузов для фронта.
Н. И. Трубецкой был арестован 11 июля 1941 года. 

На допросах под давлением он «сознался», что с 1935 года являлся участником антисоветского военного заговора, в который был завербован Лацисом. По антисоветской деятельности был связан со Смородиновым, Ивановым, Маландиным, Кащеевым-Сёминым, Аппога, Цифером и др. Проводил вредительскую работу в системе военных сообщений Красной Армии.— Звягинцев В.Е. Трибунал для героев
Внесен в Сталинские расстрельные списки от 29 января 1942 года . Постановлением Особого совещания при НКВД СССР от 13 февраля 1942 года приговорён к высшей мере наказания, расстрелян 23 февраля 1942 года в Саратове, место захоронения неизвестно. Кенотаф установлен на Ваганьковском кладбище Москвы на захоронении жены и дочери.
Реабилитирован посмертно Определением Военной коллегии Верховного суда СССР 30 сентября 1955 года.

## Семья
После ареста Н. И. Трубецкого его жена, актриса А. Ф. Трубецкая, была также арестована, через месяц выпущена и вместе с четырьмя детьми сослана в Красноярский край. Вместе со старшими детьми работала в совхозе «Таёжный» Норильского горно-металлургического комбината, жили в общем бараке. Семья прожила в ссылке 15 лет. После реабилитации Н. И. Трубецкого Г. К. Жуков помог его семье получить квартиру в Москве.
Дети:
- Наталья
- Марк — доцент, кандидат физико-математических наук, бывший руководитель кафедры высшей математики СВВКИУ.
- Климент (род. 3 июля 1933 года, Москва) — академик РАН (член Президиума), вице-президент Академии горных наук, кавалер орденов «За заслуги перед Отечеством» III и IV степеней, полный кавалер знака «Шахтерская слава». Автор около 700 опубликованных в России и за рубежом работ, лауреат различных премий.
- Людмила

Родной брат Н. И. Трубецкого был расстрелян большевиками в 1922 году.

## Воинские звания
- комбриг — 28.11.1935
- комдив — 29.11.1939
- комкор — 05.04.1940
- генерал-лейтенант технических войск — 04.06.1940

## Награды
- Орден Красной Звезды — 31.12.1939[9]
- Медаль «XX лет РККА» — 22.02.1938